# ماکوان
ماکوان در بخش جنوب غربی هورامان و در موازات کوه آتشگاه در شهرستان پاوه و جوانرود با ارتفاع حدود ۲۷۰۰ متر روبروی شهر باینگان قرار گرفته‌است. بر دامنه‌های غربی و شرقی آن درختان جنگلی انبوهی روئیده‌اند.